# Antisolarium
Antisolarium is een geslacht van weekdieren uit de klasse van de Gastropoda (slakken).

## Soorten
- Antisolarium conominolium Laws, 1936 †
- Antisolarium egenum (Gould, 1849)
- Antisolarium spectandrum Laws, 1950 †
- Antisolarium stoliczkai (Zittel, 1865) †